# Distretto di Nazilli
Il distretto di Nazilli (in turco Nazilli ilçesi) è uno dei distretti della provincia di Aydın, in Turchia.